# Borsad
Borsad är en ort i Indien.   Den ligger i distriktet Anand och delstaten Gujarat, i den västra delen av landet, 800 km sydväst om huvudstaden New Delhi. Borsad ligger 39 meter över havet och antalet invånare är 60 271.
Terrängen runt Borsad är mycket platt. Runt Borsad är det tätbefolkat, med 982 invånare per kvadratkilometer. Närmaste större samhälle är Anand, 17,1 km norr om Borsad. Trakten runt Borsad består till största delen av jordbruksmark.